# Стрикили
Стрикили́ (бел. Стрыкілі́) — деревня в составе Маслаковского сельсовета Горецкого района Могилёвской области Республики Беларусь.

## Население
- 1999 год — 19 человек
- 2010 год — 9 человек